# NGC 5153
NGC 5153 ist eine elliptische Galaxie vom Hubble-Typ E1 pec im Sternbild Wasserschlange südlich der Ekliptik. Sie ist rund 187 Millionen Lichtjahre von der Milchstraße entfernt und hat einen Durchmesser von etwa 85.000 Lichtjahren. Die Galaxie interagiert mit NGC 5152 und bildet wahrscheinlich gemeinsam mit NGC 5150 eine kleine Gruppe.
Entdeckt wurde das Objekt am 8. Mai 1834 von John Herschel.